# Bjarne Laustsen
Bjarne Laustsen (nascido em 19 de dezembro de 1968, em Skivum) é um político dinamarquês, membro do Folketing pelo partido político dos sociais-democratas. Foi eleito parlamentar nas eleições legislativas dinamarquesas de 1998, tendo estado anteriormente no parlamento entre 1992 e 1994. Ele também esteve no conselho municipal do Município de Støvring de 1986 a 1993.